# Autheuil-Authouillet
Autheuil-Authouillet là một xã thuộc tỉnh Eure trong vùng Normandie miền bắc nước Pháp.